# Z Rock
Z Rock est une série télévisée comique américaine créée par Mark Farrell, diffusée sur IFC entre le 24 août 2008 et le 7 juin 2009.

## Distribution

### Acteurs principaux
- Paulie Zablidowsky : lui-même, le chanteur et guitariste du groupe
- David Zablidowsky : lui-même, le bassiste du groupe
- Joey Cassata : lui-même, le batteur du groupe
- Lynne Koplitz : Dina, la manager du groupe
- Jay Oakerson : Neil, le responsable du club

### Acteurs récurrents
- Joan Rivers : elle-même, la tante de Dina
- John Popper : lui-même, l'ex de Dina
- Simone Lazer : Esther
- Samantha Buck : Kitty Braunstein

### Acteurs invités
- Dave Navarro : lui-même
- Alison Becker : Becky
- Dee Snider : lui-même
- Jackie Brown : elle-même
- Jackie Moore : Lisa
- Krista Ayne : Rocker Chick
- Sebastian Bach : lui-même
- Sam Brown : Kidtastic
- George Evans : le DJ de la radio
- Gilbert Gottfried : lui-même
- Melanie Minichino : Moonbeam
- Godfrey : Pure Dark
- Daryl Hall : lui-même
- Chris Jericho : lui-même
- Joshua King[Qui ?] : Josh
- Jim Norton : lui-même
- Steel Panther : lui-même
- Frank Stallone : lui-même
- Eddie Trunk : lui-même
- Allison McAtee : Kitty Bronstein

## Production

### Fiche technique
- Titre : Z Rock
- Création : Mark Farrell
- Réalisation : Mark Farrell et Neil Mandt
- Scénario : Andrew Gottlieb
- Direction artistique : Mohammed Dagman et Jack DeSousa
- Photographie : Brian Antonson et Michael Clevenger
- Montage : Matt Hollywood, Paul Viskup, Leigh Woods, David Cripton, Sam Nalband et Geoff O'Brien
- Musique :
- Casting : Jodi Collins et James Calleri
- Production : Rick Van Meter, Lindsay Freed, Bianca Biscano et Donna Suchan
  - Production déléguée : Mark Farrell, Bob Held, Lynn Lendway, Brian Stern, Stephen Castagnola, Debbie Demontreux, Mark Efman, Andrew Gottlieb, Evan Shapiro, Rachel Smith et Jennifer Caserta
  - Production associée : Meghan McGinley, et Negar Shekarchi
  - Production consultative : Erin Keating, Margaret McCombs, Brad Hall et Sam Simon
- Société de production : MarkMark Productions
- Société de distribution : IFC
- Pays d'origine :  États-Unis
- Langue originale : anglais
- Format : couleur - 1,78:1 - son Dolby Digital
- Genre : Comédie
- Durée : environ 27 minutes

 Sauf indication contraire, les informations mentionnées dans cette section peuvent être confirmées par la base de données cinématographiques IMDb,  présente dans la section « Liens externes ».

## Épisodes

### Première saison (2008)
1. Paul and David Nearly Miss a Huge Gig
2. Episode 2
3. Episode 3
4. Episode 4
5. Episode 5
6. Episode 6
7. Episode 7
8. Episode 8
9. Episode 9
10. Episode 10

### Deuxième saison (2009)
1. Z-united
2. I Wanna Be Z-dated
3. All Z Small Things
4. Jail House Z Rock
5. Z Are Family
6. Z Wrestler
7. Z My Baby
8. Z Rock This Town
9. Johnny Z. Goode
10. Z Will Rock You